# سرية زيد بن حارثة (القردة)
سرية زيد بن حارثة(1) هي أحد سرايا الرسول محمد، ارسل فيها الصحابي زيد بن حارثة إلى عير وتجارة لقريش، وقعت السرية بعد غزوة بدر بستة أشهر.

## سبب إرسال السرية
قال الواقدي كان خروج زيد بن حارثة في هذه السرية مستهل جمادى الأولى على رأس ثمانية وعشرين شهرا من الهجرة، وكان رئيس هذه العير صفوان بن أمية، وكان سبب بعثه زيد بن حارثة أن نعيم بن مسعود قدم المدينة ومعه خبر هذه العير وهو على دين قومه، واجتمع بكنانة بن أبي الحقيق في بني النضير، ومعهم سليط بن النعمان من أسلم، فشربوا وكان ذلك قبل أن تحرم الخمر، فتحدث بقضية العير نعيم بن مسعود(2) وخروج صفوان بن أمية فيها وما معه من الأموال، فخرج سليط من ساعته فأعلم رسول الله، فبعث من وقته زيد بن حارثة فقاتلهم.

## أحداث السرية
خافت قريش على طريقهم التي كانوا يسلكونها إلى الشام بعد ما كان من غزوة بدر، فسلكوا طريق العراق، فخرج منهم تجار فيهم أبو سفيان ومعه فضة كثيرة، واستأجروا رجلا من بكر بن وائل اسمه فرات بن حيان العجلي حليف بني سهم ليدلهم على تلك الطريق، فبعث رسول الله زيد بن حارثة فلقيهم على ماء يقال له القردة، فأصاب تلك العير وما فيها، وأعجزه الرجال فقدم بها على رسول الله، فخمسها رسول الله فبلغ خمسها عشرين ألفا، وقسم أربعة أخماسها على السرية، وكان فيمن أسر الدليل فرات بن حيان فأسلم.

## هوامش
- 1: اختلف في ضبط هذه الكلمة هل هي بالفاء أو القاف هل هي ساكنة الوسط أو متحركة والراجح التسكين.
- 2: سبب علم الرسول بهذه العير ان نعيم بن مسعود اتي المدينة وجالس كنانة بن الحقيق وعددا من اليهود وشربوا وسكروا فأخبر نعيم بالقافلة وهو سكران فوصل الخبر إلي النبي.